# Palazzo Siqueiros
Il Paço de Siqueiros è un maniero situato nella parrocchia di Gondufe, a Ponte de Lima. Si tratta di un maniero barocco del tipo casatorre, a pianta rettangolare, in cui la torre è situata al centro dell'ala residenziale. La struttura attuale fu costruita tra il XVIII e il XX secolo. Nel 1977 venne classificato come bene di interesse municipale. È costituito da un corpo rettangolare, da cui si erge la torre centrale, coronata da merli e merli, e preceduta da una doppia rampa di scale che permette l'accesso diretto al piano nobile. La cosiddetta "casatorre" fu uno dei modelli di architettura civile medievale più utilizzati nel nord del paese durante il periodo barocco, con diversi esempi osservabili nella regione di Ponte de Lima.